# Parlementsverkiezing
Een parlementsverkiezing is binnen de democratische politieke systemen een verkiezing waarbij stemgerechtigde burgers een parlement of volksvertegenwoordiging mogen kiezen.
Parlementsverkiezingen worden doorgaans eens in de vier of vijf jaar gehouden (een legislatuurperiode), dit kan per land verschillen. Als het parlement vervroegd ontbonden wordt, kunnen er (afhankelijk van het systeem) vervroegde verkiezingen plaatsvinden.
Doorgaans wordt een regeringscoalitie gevormd na een parlementsverkiezing. Meestal levert de grootste partij na de verkiezingen de eerste minister of premier, al zijn hier uitzonderingen op.

## Per land
België
- Belgische federale verkiezingen, verkiezingen voor de Kamer van volksvertegenwoordigers en de Senaat
- Brusselse gewestverkiezingen, verkiezingen voor het Brussels Hoofdstedelijk Parlement
- Duitstalige Gemeenschapsraadverkiezingen, verkiezingen voor het Parlement van de Duitstalige Gemeenschap
- Vlaamse verkiezingen, verkiezingen voor het Vlaams Parlement
- Waalse verkiezingen, verkiezingen voor het Waals Parlement

Europa
- Europese Parlementsverkiezingen

Nederland
- Tweede Kamerverkiezingen

Spanje
- Spaanse parlementsverkiezingen

Suriname
- Surinaamse parlementsverkiezingen